# Dalmácio (césar)

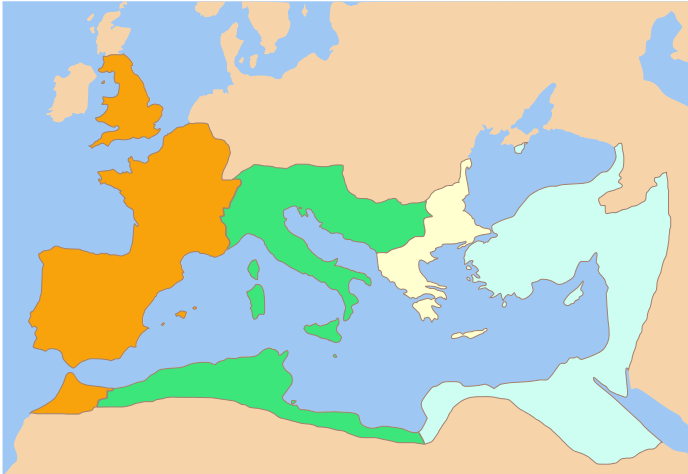
Divisão do império pelos césares nomeados por Constantino

Flávio Júlio Dalmácio (em latim: Flavius Iulius Dalmatius; m. 337), também conhecido como César Dalmácio, foi um césar do Império Romano e membro da dinastia constantiniana.

## Vida
Dalmácio era filho do meio-irmão de Constantino, Dalmácio, o Censor e de sua esposa, cujo nome não é conhecido; seu irmão era Hanibaliano. Dalmácio era então sobrinho de Constantino, Júlio Constâncio e Hanibaliano. Ele e seu irmão foram educados em Tolosa, onde sua família vivia, pelo reitor Exupério. Na década de 320, Constantino chamou seu pai e eles a Constantinopla.
Em 18 de setembro de 335, Dalmácio foi nomeado césar por Constantino - obviamente tinha a oposição do exército que sempre favoreceu a linha dinástica direta. Provavelmente no mesmo ano, foi nomeado nobilíssimo com seu irmão, que foi nomeado rei de reis no Ponto, e seu tio Júlio Constâncio. Dalmácio controlava a Trácia, Acaia e Macedônia e presumivelmente teve sua residência em Naísso. Nesta área - no baixo Danúbio - Dalmácio devia defender o reino contra os godos que à época representavam perigo permanente.
A região era muito importante, especialmente às vésperas da campanha que o imperador planejou contra a Pérsia, durante a qual não queria a fronteira do Danúbio desprotegida. Ele, no entanto, morreu em 22 de maio de 337, antes de fazê-la. Sua morte foi seguida por agitação prolongada, durante a qual muitos de seus parentes foram assassinados pelos militares. Dalmácio, seu pai e seu irmão foram vítimas desse expurgo. A data em que Dalmácio morreu exatamente é um ponto tão controverso quanto saber se as mortes foram provocadas pelos filhos de Constantino ou apenas toleradas por eles.